# Encore un hiver
Pour plus de détails, voir Fiche technique et Distribution.
Encore un hiver est un film français de court métrage réalisé par Françoise Sagan et sorti en 1979.

## Fiche technique
- Titre : Encore un hiver
- Réalisation : Françoise Sagan
- Scénario : Françoise Sagan
- Photographie : Claude Masson
- Montage : Raymond Lamy
- Son : Robert Beauchamp
- Société de production : Bela Productions
- Producteur délégué : Georges de Beauregard
- Pays de production :  France
- Durée : 12 minutes
- Date de sortie :  France - mai 1979[1]

## Distribution
- Jean Barney
- Alice Reichen

## Sélection
- Festival de Cannes 1979 (sélection Un certain regard)[2],[3]